# モリエールの医者諷刺
モリエールの医者諷刺（モリエールのいしゃふうし）では、モリエールの、最初期から最晩年までの作品に見られる医者への批判、風刺を取り扱う。17世紀の医学においては、古代の賢人たちの教えを只管守ろうとする守旧派と、少しずつでも医学を進歩させようとする改革派との熾烈な戦いが行われていた。モリエールが批判したのは、守旧派の面々である。
当然、戯曲で医師について扱うには、それなりに豊富な知識が必要である。彼がどのように知識を仕入れていたか確証は何一つないが、彼の交友関係から推察するに、医者で自由思想家であったフランソワ・ベルニエが情報源ではないかと考えられる。ベルニエは哲学者ピエール・ガッサンディの弟子で、かつてモリエールやシラノ・ド・ベルジュラックと同じ学窓で学んだ旧友であった。ベルニエは守旧的な医師と反りが合わなかったようで、ニコラ・ボアロー＝デプレオーにまで情報を流していたようである。
他にはモリエールの母・マリー・クラッセのいとこに当たる、外科医のピエール・クラッセや、モリエールの主治医であったモーヴィランなども有力である。特にモーヴィランは晩年のモリエールと親しかったようで、ジャン＝レオノール・グリマレによって書かれたモリエール最初の伝記にも記述がある。

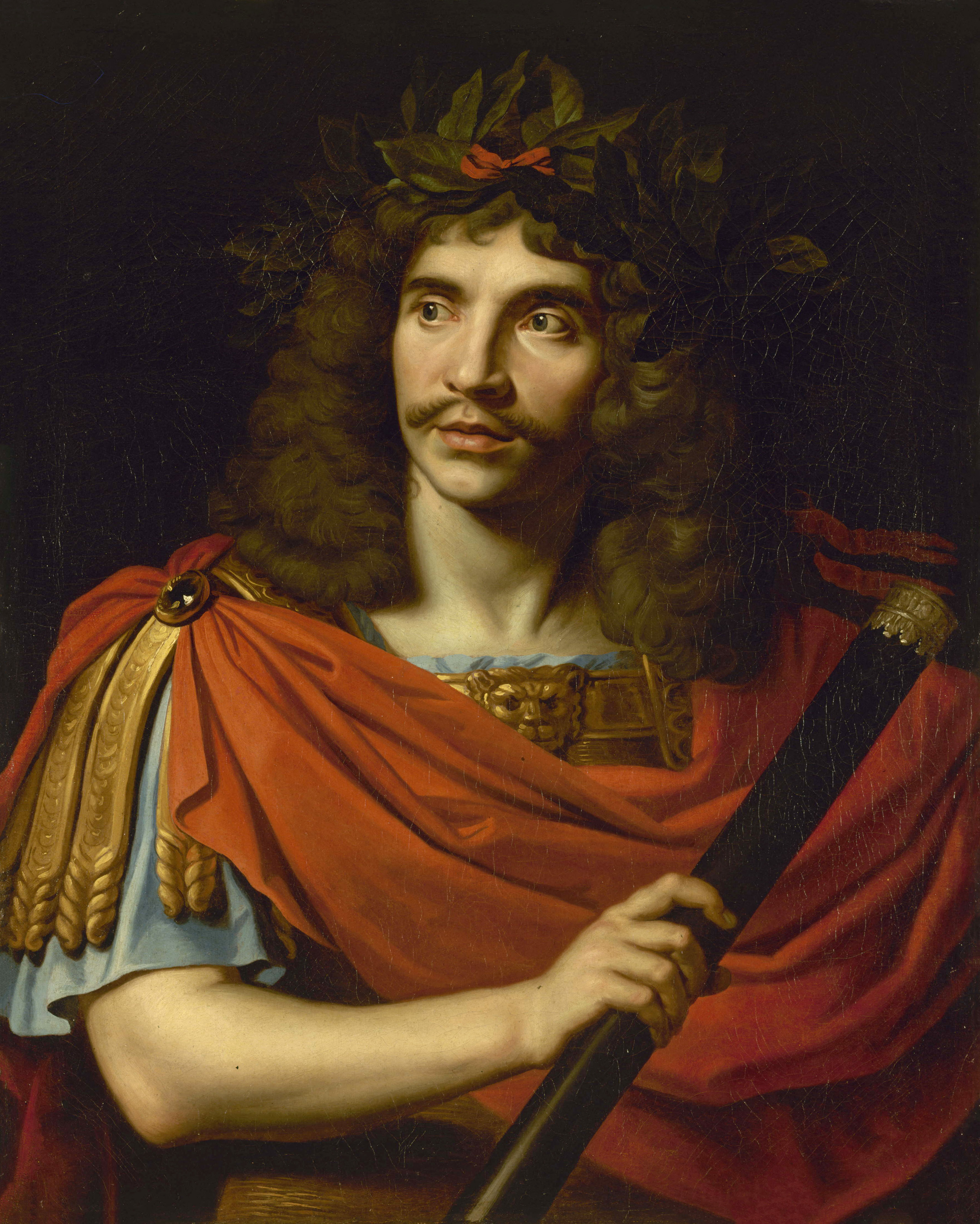
モリエール

## 概要
16世紀末ごろ、コンメディア・デッラルテがフランスにも流入した。17世紀のフランスではその影響を受けて、博士(哲学者など)や医者がファルスや喜劇においてしばしば嘲笑の対象となっていた。モリエールもこの影響を受けて南フランス巡業時代に、イタリアの影響を受けたファルスの研究に取り組み、俳優・劇作家として勉強に励んだ。1645年に制作されたモリエールの最初の戯曲『飛び医者』には、その影響が顕著に発現しているが、これは当時流行していたテーマを扱ったに過ぎず、彼自身の発想による医者諷刺とは言い難い。
モリエールが医者を積極的に批判・諷刺しだすのは、南フランスの巡業を終え、パリに戻ってからのことである。1665年の『ドン・ジュアン』、『恋は医者』以後も、1666年の『いやいやながら医者にされ』、1669年の『プルソニャック氏』、1673年の『病は気から』において、医者を揶揄、嘲笑しているが、これらの作品が『飛び医者』とはっきりと違うのは、対象を明確にし、一点に絞って攻撃を浴びせかけている点にある。その攻撃対象とは、ヒポクラテスやガレノスなどの古ぼけた知識にしがみついて、その正確性を疑おうともせず、ウィリアム・ハーヴェイの血液循環説などの新発見を絶対に認めようとしなかった、パリ大学医学部などに代表される医学界である。
モリエールの戯曲に見られる医者の描写は、現代の観点からすると信じ難いほど馬鹿げているが、モリエールの創作などではなく、きちんとした裏付けを持つ描写であった。モリエールは当時からすでに「フランス社会の風俗を描いた画家」と称されていたが、その通称に確かに恥じない観察眼を備えていたのである。

## 17世紀の医学事情
※この記事で言う「医師」とは特に断りがない場合、内科医のことを指す。後述するが、現代と違って当時は外科医や薬剤師の社会的地位は極めて低かった。

### 医師(内科医)
中世ヨーロッパの初期段階において､ 医者は聖職者と同じ扱いであった。12世紀初頭に聖職者の医療行為が禁じられたが、大半の者たちはそれを無視して自身の医療技術を磨きつづけた。15世紀中ごろになると医者たちの世俗化も進んだが、それでもなおキリスト教とのつながりを密接に保ち続けていた。17世紀の医学界の中心で、モリエールの攻撃対象にもなったパリ大学医学部は、この流れを汲んでいた。

#### 教育
パリ大学医学部を例に見る。
当時の大学には、Philiatre(医師希望者)→Bachelier(医学部生)→Licencié(医学士)→Docteur(医学博士)という階梯が存在した。
まず、医学部に入るにはすでに文学で学士号(maître es arts)を有している必要があった。当時の医者達は処方箋にラテン語を用いたし、医学教育もすべてラテン語で行われたからである。理髪外科医や薬剤師はラテン語など知らなかったため、ラテン語こそが医者の権威を特徴づけるものとなった。文学士のほかにも、3名の医者のサインの入った身上調書が必要であった。
こうしてPhiliatre(医師希望者)と呼ばれる学生になると、2年間、解剖学や生理学、病理学などの講義を受けて、医学部の入学試験を受けた。こう見るといかにも近代的な教育を行っていたように思えるが、試験では専らヒポクラテスやガレノスの教えをいかに噛み砕いて説明できるか、それのみが重要であった。
Bachelier(医学部生)になるには、入学試験に合格することは当然として、カトリック教徒で、かつ医学部で行われるすべての宗教儀式に出席することが条件であった。プロテスタントの学生は入学さえできず、この段階で弾き出された。ルノードー賞に名を遺す、テオフラスト・ルノードはその代表例である。たとえカトリックであっても、親が医者でない場合は、普通の学生とは違って多額の出費が強いられた。こちらはパリ大学医学部長にまで出世したギー・パタンが代表例である。
当時の医学生たちは、人体解剖を行う機会も極稀にあったが、それでも専ら古代医学の教えに合致するように解釈を施すことに励み、それは学位論文においても変わらなかった。「くしゃみは自然な行為であるか？」、「散髪には月の満ち欠けを考慮する必要があるか？」、「歯痛は恋愛の兆候か？」、「恋愛は精神病と同じ治療を施すべき病であるか？」など、これらは当時提出された学位論文の題名であるが、その審査ではこうした論文をテーマに弁論術が競われた。議論が白熱するあまりに手が出たものもいたようで、モリエールの主治医モーヴィランは、学部長のとんがり帽子を床に叩きつけたことが原因で、パリ大学医学部を除名されている。
Licenciéになるにも、各種試験や学位論文の審査を通過する以外に、仰々しい宗教儀式を経なければならなかった。Licenceを取得すれば正式に医師として活動が許されるようになるため、この段階でも再び学生の素行や家柄が厳しく精査された。こうして学部内の秘密投票で授与の可否が決定された後、授与が決定した者は医学部長を先頭に行列を組んで大法官の前に出頭した。大法官からLicenceを受け取り、祝福を与えられた後、殉教者の祭壇を前に教会への絶対的な忠誠を誓った。これらの儀式を終えて初めて、Licenciéになる、即ち医師としての活動が可能になったのである。
医学界において高位を求める場合は、さらにDocteurが必要であった。ここでも論文審査が必要となったが、医学士号の時と同じように、延々と論争が続けられた。

#### 特徴
ヒポクラテスやガレノスの教えを金科玉条のごとく守り、絶対視したせいで、教条主義に陥った。新学説は彼らの教えに反するとして徹底的に排除し、処方として瀉血、浣腸、下剤を好んで用いた。ところが神聖なる規定(単なる医学部の規定)によって、道具を扱うことは、それがどれほど繊細で高等なものであっても、医学部の尊厳と純粋性に対する侵犯となり、自らを貶めることとされていた。そのため、医師たちは外科医や薬剤師を見下していたが、その処方は彼らにやらせたのであった。これには「教育」項で見たように、入学や学位の授与に厳しい身上調査を行ったため、極めて閉鎖的な空気に支配されていたことも関係している。そのため、医学教育には実践的な臨床研究などなく、解剖実習も極稀にしか行われていなかった。

### 偽医者
17世紀当時のパリでは、上記のパリ大学医学部以外の医者は医療行為を禁じられていたが、シャーラタンとかオペラトゥールなどと呼ばれる偽医者たちが巷に溢れ、全くの無統制状態にあった。権威主義的で、威張り散らす「正規の」医者達は宮廷での評判が悪かったため、貴族たちはこうした偽医者を治療に当たらせる権利を有していた。こうして、偽医者たちは高貴な人々たちの城や館、宮殿の中枢にまで侵入することに成功したのである。彼らはギリシャ語もラテン語も解さず、野草や木の根を用いてあらゆる病気を治癒するともてはやされた。

### 外科医
当時の医師たちが古代の賢人たちの教えを重視し、そこから外れないように解釈を施したことは先述したが、それだけでなく、彼らは解剖学、生理学の基礎である外科を蔑視していた。彼らにとってメスを握る外科医など、人非人同然であった。
外科が不浄なものとして軽蔑されたのは、解剖行為が教会によって禁じられていたからである。人体解剖はシクストゥス4世によって、1480年に初めて許され、犠牲として多数の血を流しながらも、これを契機として解剖学は急速な進歩を遂げた。外科術そのものも、アンブロワーズ・パレの血管結紮法の発明などで進展していた。ルイ14世が痔瘻を患って死にかけた際、首席外科医が国王の痔の手術に成功したことで、それまで虐げられていた外科は大きく前進し、信頼を勝ち取った。内科医たちは首席外科医の正確な診断を無視し、治療としてロバのミルクを飲ませようとしていたことも相まって、その成功はなおさら輝いたのであった。

### 薬剤師
薬の調合、販売のほかに、内科医の好んで用いた処方である浣腸を施すために医者のお供をして患者のところへ赴く、看護師のような役割を果たしていた。この当時は薬剤師と食品販売業者は区別されておらず、外科医同様にかなり低い地位に甘んじていた。この当時、薬を保存する手段が万全でなかったため、薬は大変高価であった。特定の薬や解毒剤は、当局の監視下でのみ調剤が許されたため、その特権を利用して大儲けする者が現れた。それを妬んだ医者にこの点を謗られるなどしたため、モリエールの攻撃対象となった。

## 戯曲に見られる諷刺
先述したように、パリ大学医学部はキリスト教勢力と密接に結びついていた。医療的知識が極めて乏しかった当時の人々は、尊大な態度を示す医者達に、キリスト教へ抱く畏敬の念を同じように抱いていたのである。当時の人々の生殺与奪権を握っていた医者は、王侯貴族さえも自らの命令に服従させるなど、何ら恐れるものがない状態であった。そのため、権威を誇示し、処方に従わない場合は死の恐怖をちらつかせるなどして、容易く人々を騙していたのであった。
これは、『病は気から』の第3幕第5景に描写がある:

ピュルゴン先生:今、階下の入り口で妙な話を聞きましたぞ。この家では、私の処方を馬鹿にして、私の命じた薬を飲むことを拒絶したとか。

アルガン:先生、何もわしは…

(中略)

ピュルゴン先生:私の処方された薬に、反抗的な態度を取られたんだから…こう申し上げざるを得ませんな。あなたの体はますます悪くなり、内臓は不調となり、血液は腐敗し、胆汁は酸化し、体液は汚濁する一方であるとな。

アルガン:えらいことになったもんだ！

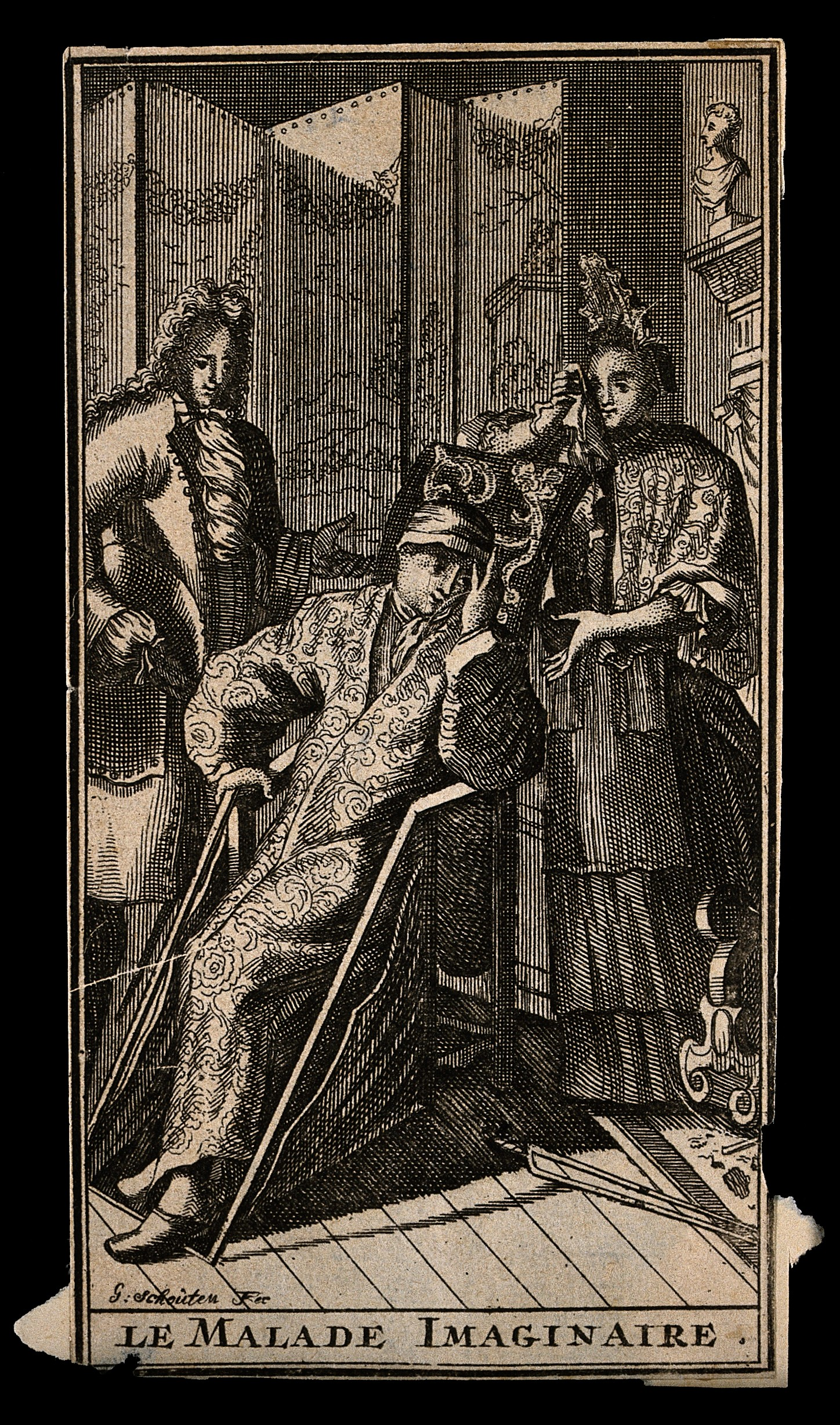
ピュルゴン先生(左)とアルガン(中央)

ピュルゴン先生:4日と経たないうちに危篤になられるでしょうな。

アルガン:ああ！お助けを！

ピュルゴン先生:消化不良になり…

アルガン:ピュルゴン先生！

ピュルゴン先生:消化不良から消化困難に…

アルガン:ピュルゴン先生！

ピュルゴン先生:消化困難から消化不能に…

アルガン:ピュルゴン先生！

ピュルゴン先生:消化不能から完穀下痢に…

アルガン:ピュルゴン先生！

ピュルゴン先生:完穀下痢から赤痢に…

アルガン:ピュルゴン先生！

ピュルゴン先生:赤痢から水腫に…

アルガン:ピュルゴン先生！

ピュルゴン先生:水腫がもとで、命を失うことになるでしょうな。あなたの馬鹿げた行為から、そういう結果になるんですぞ。

医者たちがヒポクラテスやガレノスら古代の賢人たちの教えを堅守していたことは先述したが、この2人の賢人は医者を揶揄する描写に頻繁に用いられている。以下はモリエールの最初期の作品『飛び医者』の第1幕第1景から:

ヴァレール:ゴルジビュスはお人好しで、頭が悪いと来てるから、お前がヒポクラテスだのガレノスだのを引き合いに出してちょっと偉そうにすれば、お前の話にころっと騙されるだろう。

スガナレル:要するに、哲学だの数学だのの話をしなきゃならんのですね？旦那様の仰るように相手がそんなカモなら、すべてお引き受けいたしましょう。
同様の描写は『恋は医者』第2幕第2景においても見ることができる:

トメス:具合はどうだね？あの方の御者は？

リゼット:大変具合よく、死にました。

トメス:そんなはずがあるものか。

リゼット:あるかどうかは存じませんが、それが事実だってことは存じております。

トメス:死ぬはずがない、と言っているんだ。

リゼット:ところが私はこう申しておりますんで。死んで埋められてしまった、と。

トメス:そりゃ有り得んよ。ヒポクラテスはこう言っておる。「(治るにしても死ぬにしても)あの種の病気は14日から21日経たなければ終わらない」と。それなのに、あの男が病気になってからまだ6日しか経っていないではないか。

リゼット:ヒポクラテスには好きなように言わせておきましょう。けれども、御者は死にました。

ここに描かれている医者は、決して想像上のものではない。古代の賢人の教えを金科玉条のごとく重大視したおかげで教条主義に陥り、このようなことを言い出す医者が出来上がったのである。だが、彼らのような医者でも診断を下すにはまず患者を観察し、病状を見なければならない。彼らがどのように診断をしていたか、以下は『病は気から』第2幕第6景のそれに関する描写である:

アルガン:先生、お願いです。ちょっと容態を診て下さい。

ディアフォワリュス先生:トーマ、そちらの腕をお取りして、脈の具合に異常はないか診てご覧なさい。どう思うね？

トーマ・ディアフォワリュス:これはあまり健康でない人の脈だと思います。

ディアフォワリュス先生:よろしい。

(中略)

トーマ・ディアフォワリュス:指に反応があります。それに、やや不整でもあります。そのことは、脾臓の組織、即ち脾臓に故障があることを示しております。

ディアフォワリュス先生:大いによろしい。

アルガン:でも、ピュルゴン先生は肝臓が悪いと仰っておりますが。

ディアフォワリュス先生:さよう。我々が組織と呼ぶ場合にはその両方を指すのです。…

こちらは『いやいやながら医者にされ』第2幕第4景から(スガナレルはただの樵だが、事情があって医者のふりをしている):

スガナレル:ところでいかがです？ひどく苦しみますか？

ジェロント:はい、先生。

スガナレル:大いに結構。痛みは激しいかな？

ジェロント:非常に痛むようでして。

（中略)

スガナレル:(病人のほうを向いて)腕をお出しなさい。(ジェロントに)この脈でちゃんとわかります。お嬢さんが発話障害であるということが。

脈拍を調べるのは、17世紀の医学でも基本的なことであった。しかし、それは医学部で教わったヒポクラテスやガレノスの教えにどう当てはめて解釈するかのみが問題であったから、上記の『いやいやながら医者にされ』のスガナレルのように、医者であろうがそうでなかろうがいくらでもこじつけることが可能であった。これに次いで排泄物の検査を行ったが、一番重要視したのは血液の状態であった。
彼らが信奉していたヒポクラテス以来伝わる学説によれば、人間の体には4つの基本的な体液、即ち、血液、粘液、胆汁、黒胆汁が存在し、人間の健康はこれらのバランスと純粋性が担保されて初めてもたらされるものであるという。体液のバランスは本質的に不安定なものなので、あらゆる人間は4つのうちのどれかを多めに持っており、それによって性格などが決定されると考えた。体液のバランスが崩れれば病気になると考えるのだから、必然的に処方として「体内にある不良体液を外に出す」、つまり刺絡(血液を外に出す治療法)、浣腸、下剤が治療法として用いられた。
『プルソニャック氏』にこれらについての描写がある:

農夫:先生、もう駄目です。病人は頭の中が割れるように痛いと言っておりますんで。

第一の医者:病人は愚かだ。ガレノスによれば、あれの罹った病は頭ではない。肺臓を患っていなければならない。

(中略)

第一の医者:刺洛は何回やったんだ？

農夫:20日間で15回やりましたんで、先生。

第一の医者:15回も？それで治らんのかね？

農夫:治りませんで。

第一の医者:それは原因が血液にないという証拠だ。同じだけ下剤を投じてみよう。

当時のパリ大学医学部は、血液は乳糜を分泌する肝臓から生じるものと考えていた。まるで絞ったぶどうが樽の中で醗酵してワインになるように、乳糜が血液に変化すると考えており、できた血液は2本の大動脈を通り、振動によって体全体に行きわたり、右心耳から心臓に達するとしていた。つまり、彼らの考えでは血液は循環していないのだ。
このような考え方に従って、特にパリ大学医学部長をも務めたギー・パタンは絶えず手紙によって診断を下し、患者の年齢や容態など一切を考慮せず、とにかく処方として瀉血を用いた。虫歯から天然痘の治療に、しかも生後3日の赤ん坊から80歳の老人に至るまで年齢関係なく、適用していたというので凄まじい。しかし彼にしてみれば血液は循環しておらず、なおかつ「体内に不良体液が存在する」から症状が発現しているのであって、不良体液は外に出せば出すほど体に良いということになるのである。こうして、上記の『プルソニャック氏』で見たように、瀉血でダメなら浣腸・下剤が用いられたので、ますます体調を崩して、命を落とすものも少なくなかったのである。
これについても、同様に『プルソニャック氏』に描写がある:

薬剤師:あの先生はいつだって大道を進んでいらっしゃる。態々ことを難しくしようとは考えません。どんなに金を積まれても、医学部が認めた治療法以外で人を治そうなどとは考えもしなかったのですよ。

エラスト:見事ですな。病人というものは医学部が同意しない限りは、治りたいと望んではなりませんからね。

(中略)

薬剤師:そうですとも。それにあの先生は患者を食い物にする医者とは違います。実に迅速でテキパキとした方で、患者をさっさと片付けて下さいます。だから、どうせ死ぬのなら、この上なく早く死なせてくださいますよ。

こちらは『病は気から』第3の幕間劇から(医者の学位授与式):

2人目の医者:水腫と呼ばれる疾患に、施すべき治療はいかなるものでありましょうか

学士:浣腸を与え、次に血を抜き、続いて下剤をかけます。

コーラス:いいぞ、いいぞ、いいぞ、よく答えた。博識なる我らの仲間となるに、ふさわしい、ふさわしい。

3人目の医者:発熱により痩せ衰えた者、胸を患う者、喘息の者にいかなる治療を施すべきか？

学士:浣腸を与え、次に血を抜き、続いて下剤をかけます。

コーラス:いいぞ、いいぞ、いいぞ、よく答えた。博識なる我らの仲間となるに、ふさわしい、ふさわしい。

第4の医者:高熱を何度もぶり返し、激しい頭痛を訴え、わき腹に激しい痛みを覚え、呼吸に激しい困難と痛みを感じております。博識なる学士よ、この患者にどう対応するべきか？

学士:浣腸を与え、次に血を抜き、続いて下剤をかけます。

5人目の医者:だがもしその病気が長引き、治癒しないようならどうすべきかな？

学士:浣腸を与え、次に血を抜き、続いて下剤をかけます。

コーラス:いいぞ、いいぞ、いいぞ、よく答えた。博識なる我らの仲間となるに、ふさわしい、ふさわしい。

このような考え方をしていたのだから、当然1628年にウィリアム・ハーヴェイによって発表された血液循環説などは到底受け入れられるものではなかった。ヒポクラテスやガレノスの教えにないどころか、それらと正反対のことを唱えていたし、循環説は自分たちの立場を脅かす危険な学説であるとして、パリ大学医学部は猛烈な反対論陣を張った。ギー・パタンは「全くの誤りで、現象的に起こり得ないだけでなく、医学上無意味で人体に有害だ」などと言って憚らなかった。
モリエールも、血液循環説に対するパリ大学医学部の対応を知っていた。『病は気から』第2幕第6景においてその描写がある:

ディアフォワリュス:この子の中で何よりも私の好きなのは-そしてその点、この子は私を見習っているのですが-、盲目的に古人の学説を遵守している点であります。今世紀におきましては、血液の循環その他これに類似した学説について、様々な発見をしたと称する輩がおりますが、この子はそのような理論や実験を断じて理解しようとはせず、また耳を貸したこともないのです。

解剖学の権威であったジャン・リオランやギー・パタンは血液循環説に頑迷に反対し続けたが、時が経つにつれてパリ大学の中でも、説を正しいと考える者が増えてきた。1663年にはルイ14世の侍医長が血液循環説に好意的な論文を発表し、1672年には国王が彼の進言を取り入れて、外科医に血液循環の原理を説明させたという。
瀉血、浣腸、下剤のほかにもう1つ、当時の治療法で有力とされたものに吐き薬があった。当時の吐き薬とはアンチモンを砕いてワインに混ぜたものであった。アンチモンは人体に極めて有害な物質であるが、催吐性や発汗作用によって人体を清める効果があるとされ、16世紀には(パリ大学の医師たちは認めようとしなかったが)モンペリエ大学の医師たちによって評価されていた。ところが17世紀になって、アンリ4世の侍医が医科学に好意的な態度をとり、モンペリエ出身の医師が吐き薬の調剤方法をパリの薬剤師に教えたことで、アンチモンの効能をめぐる論争が起こった。パリ大学は高等法院に圧力をかけ、1615年に薬剤師が吐き薬を使うことを禁ずる法令を出させたが、1652年には61名の医師の連名でアンチモンの擁護論が提出され、吐き薬に好意的な姿勢をとる医師が大勢を占めた。1658年、砂丘の戦いのためにノール＝パ・ド・カレー地域圏に出陣していたルイ14世が、重病(おそらく腸チフスか)にかかり、多数の医師が相談の上、宰相ジュール・マザランの決定で吐き薬を投与してみたところ、奇跡的に快癒した。こうして完全に流れは擁護派に傾き、1666年には高等法院が、医師の処方に基づいて吐き薬を使用することを許可する法令を出したのだった。
だから、『ドン・ジュアン』における吐き薬についての台詞は、極めて時事的な意味を持っていた:

スガナレル:へえ？吐き薬もお信じにならない？

ドン・ジュアン:信じられると思うか？

スガナレル:でも、もうお聞き及びでございましょうが、近ごろ吐き薬というのが大評判になっております。その霊験のあらかたさには、強情な意地っ張りまでもが宗旨変えをしたくらいでございます。現にこの私も、つい3週間前に素晴らしい効き目を見ました。6日前から死にかかっている男がございまして、もう手当の施しようがなく、薬は一切効きません。最後に一つ吐き薬を飲ませてみよう、ということになりましたんで。

ドン・ジュアン:助かった、というのだろう？

スガナレル:死にました。

ドン・ジュアン:大した効き目だ。

スガナレル:どんなもんで。6日6晩死にきれなかったのを、たちどころにあの世へやりました。こんなによく効く薬はありますまい。

処方が行われた結果、上記のようにたとえ患者が死亡したとしても、それは「神の思し召し」ということにされ、処方へ逆らうことは医学への不敬罪とされた。こうした医者の無責任さと、無能さを揶揄する描写は、モリエールの戯曲には非常に多い。以下は『恋は医者』第2幕第1景から:

リゼット:4人もお医者様を読んでどうなさるおつもりです？旦那様。人間ひとり殺すには、医者ひとりで十分じゃありませんか？

スガナレル:黙れ、3人寄れば文殊の知恵というだろう。4人いればなおのこと…

リゼット:これだけの人手がいないと、お嬢様はあの世へおいでになれないんでございますか？

スガナレル:医者は人を殺すためにいるのか？

(中略)

リゼット:あら、旦那様。うちの猫はついこの間、屋根から落ちたのにうまいこと助かりました。猫のお医者がいなかったのが良かったんでございますよ。お医者がいたら、散々な目に遭わされたことでしょう、きっと浣腸やら瀉血などをやられて…。

こちらは『いやいやながら医者にされ』第3幕第1景:

スガナレル:靴屋が失敗した際には、皮の代金を弁償しなきゃならん。しかし医者の場合は、人間1人を殺したところで別にどうってことはない。我々にとって、大失敗なんて絶対にあるはずがない。「悪いのは死ぬ奴」と相場が決まっているからだ。要するにこの商売の面白みは、死人がみんな黙りこくっている点にある。殺した医者に文句をつける死人なんていませんからな。

モリエールの最後の戯曲『病は気から』においてもそれは変わらない。以下は第1幕第5景:

トワネット:まあ！旦那様、なんて馬鹿げたことを思いつかれたのでしょう！こんなに財産がおありになるのに、お嬢様をお医者などと結婚させることはないじゃありませんか？

(中略)

アルガン:ところが、このわしには用があるんだ。(略)ピュルゴン先生は預けた金の利子だけで、年にたっぷり8000リーヴルにもなる方なんだぞ。

トワネット:よっぽど人を殺したんでございましょうね。それほど大金持ちになるためには。

こちらは同作第3幕第3景から:

ベラルド:ピュルゴン先生は典型的なお医者さんで、数学のどんな証明よりも自分の法則を信じる人なんです。その法則を検討するなんて、許し難い犯罪だと思い込んでいる。医学には曖昧な点など一切なく、疑わしいことも、困難なことも存在しないと思い込み、猛烈な先入観や不動の信念、乱暴極まりない常識と理性で、むやみやたらと浣腸や瀉血をやってのけ、その結果がどうなるかを考えようともしないんです。あの連中に何をされようと、決して悪く思っちゃいけませんよ。良心に何のやましさも感じずに、あの世へ送ってくださるのですから。

だが、これほど激烈な批判を浴びせ続けていても、モリエールは医学をまったく信じていないわけではなかった。彼が信じなかったのは無責任で無能な、教条主義に陥った医師たちであって、実際に彼の死後に作成された財産目録から、2人の薬剤師に186リーヴルのツケが残されていること、浣腸器を持っていたことが分かっている。ここで、最後に『病は気から』第3幕第3景から、医学に否定的な私見を述べるベラルドとアルガンの会話を引用する:

ベラルド:ここだけの話、医学なんて人間世界に存在する最大の狂気のひとつだと思いますよ。身の程もわきまえず、人間がほかの人間の病気を治すだなんて、こんな馬鹿げたことは絶対にありませんよ。

アルガン:人間がほかの人間の病気を治すのが、なぜいけないんだい？

ベラルド:人体がどのように出来ているのか、これまでのところ、誰にも解らない神秘だからですよ。自然が我々の前に分厚い帳を降ろしてしまったので、我々にはさっぱり見当がつかないというわけです。

アルガン:じゃ、お前に言わせると医者たちは何も知っちゃいないというわけだな？

（中略)

ベラルド:教養は身についていますが、それで大した治療ができるわけじゃありません。彼らの技術が優れていると言っても、それは子供騙しのハッタリ、中身のないおしゃべり、もっともらしい言葉を並べ立てて効果のない約束をするにすぎません。

（中略)

アルガン:実際問題として、お前は病気になったらどうするつもりなんだい？

ベラルド:何にもしませんよ。じっと安静にしていれば良いのです。自然のままに任せておけば、体調の乱れも、自ずから徐々に回復していくものです。患者の大部分は病気のために死ぬんじゃなく、薬や処方のために死ぬんです。

（中略)

アルガン:あんな芝居を書くモリエールとかいうやつは、よっぽどどうかしてるんだよ。お医者様のような立派な先生方をからかうなんて、甚だけしからんと思うね。

ベラルド:モリエールは医者をからかっているんじゃありませんよ。医学の愚かしさを槍玉に挙げているんです。

ベラルドは医学を人間の犯した最大の狂気とし、病気になったら自然の治癒力に任せて何もしないのが一番良いとして、アルガンの狂信ぶりを嗤う。アルガンの異常性を強調するために、ベラルドをその対極に位置する人物として登場させるこの手法は、『人間嫌い』のアルセストとフィラントのように、モリエールが好んで用いた手法である。彼は『病は気から』においてもこのような手法を用いることで、古臭い権威にしがみつくのではなく、謙虚な態度で以て自然の摂理に目を向けるようにという良識に富んだメッセージを発したのであった。愚劣な医者をテーマにし、徹底的な攻撃を加えることは、一つ間違えると医学界全体を敵に回しかねない危険な行為であったが、白鳥の歌となった『病は気から』においてもそのテーマを貫き通したことは、社会の欠陥を暴き、諷刺することを生涯の仕事したモリエールにとって当然のことであったのである。